# Леонтіос Тратту
Леонтіос Тратту (грец. Λεόντιος Τράττου; нар. 11 лютого 1973, Кіпр)  — кіпрський футбольний арбітр. Суддя ФІФА з 2006 року.

## Кар'єра
Обслуговував матчі чемпіонатів Кіпру та Ізраїлю. Був суддею матчів Ліги Європи, Ліги чемпіонів УЄФА, відбіркових матчів чемпіонатів Європи 2008, 2012 та 2016 років, відбіркових матчів чемпіонату світу 2010 та 2014 років. 

## Статистика
| Турнір                      | Сезонів | Матчі | Жовті картки | Червоні картки |
| --------------------------- | ------- | ----- | ------------ | -------------- |
| Перший дивізіон Кіпру       | 7       | 105   | 487          | 27             |
| Кубок Кіпру                 | 4       | 12    | 56           | 5              |
| Ліга чемпіонів УЄФА         | 4       | 4     | 20           | 0              |
| Кубок УЄФА                  | 1       | 1     | 0            | 0              |
| Ліга Європи УЄФА            | 7       | 22    | 76           | 2              |
| Кубок Інтертото             | 2       | 2     | 8            | 0              |
| ЧС з футболу (кваліфікація) | 2       | 3     | 13           | 1              |
| ЧЄ з футболу (кваліфікація) | 3       | 5     | 13           | 0              |
| ЧЄ з футболу (U-21)         | 1       | 1     | 2            | 0              |
| Товариські матчі            | 8       | 9     | 27           | 2              |
| Суперліга                   | 1       | 1     | 4            | 0              |
| Кубок Лівану                | 1       | 1     | 6            | 0              |